# Chiến tranh Iran – Iraq
Chiến tranh Iran – Iraq, hay còn được biết đến với những tên gọi Chiến tranh xâm lược của Iraq (جنگ تحمیلی, Jang-e-tahmīlī), Cuộc phòng thủ thần thánh (دفاع مقدس, Defa-e-moghaddas) và Chiến tranh Cách mạng Iran ở Iran, và Qādisiyyah của Saddām (قادسيّة صدّام, Qādisiyyat Saddām) ở Iraq, là một cuộc chiến tranh giữa lực lượng vũ trang hai nước Iraq và Iran kéo dài từ tháng 9 năm 1980 đến tháng 8 năm 1988. Nó thường được gọi là Chiến tranh Vùng Vịnh cho tới khi xảy ra cuộc xung đột Iraq – Kuwait (1990–1991), và từ đó mang tên Chiến tranh Vùng Vịnh lần I. Cuộc xung đột Iraq – Kuwait, tuy trước đây thường được biết đến dưới tên Chiến tranh Vùng Vịnh lần II, sau này lại được gọi đơn giản là Chiến tranh Vùng Vịnh. Nhiều người còn xem cuộc chiến này là Chiến tranh Quy ước dài nhất thế kỷ XX do có một cuốn sách do nhà sử học Dilip Hiro viết có cùng tựa như vậy, tuy nhiên điều này vẫn còn là vấn đề tranh cãi giữa các sử gia. Nó cũng thường được các nước phương Tây xem là một trong Những cuộc chiến bị bỏ quên của thế kỷ XX.
Chiến tranh bắt đầu khi Iraq đem quân xâm lược Iran vào ngày 22 tháng 9 năm 1980 sau một giai đoạn dài tranh chấp biên giới. Mặc dù Iraq tấn công mà không có lời cảnh cáo chính thức, họ đã không thể giành thắng lợi và sớm bị quân đội Iran đẩy lùi. Bỏ qua những lời kêu gọi ngừng bắn từ Hội đồng Bảo an Liên Hợp Quốc, sự thù địch vẫn tiếp diễn đến ngày 20 tháng 8 năm 1988; nhóm tù binh chiến tranh cuối cùng đã được trao đổi vào năm 2003. Cuộc chiến đã làm thay đổi tình hình chính trị ở khu vực và thậm chí là toàn cầu.
Cuộc chiến cũng gây được sự chú ý do nó tương tự như Chiến tranh thế giới thứ nhất. Những chiến thuật như đắp hào, sử dụng tháp súng máy, sử dụng lưỡi lê, tấn công biển người và việc sử dụng rộng rãi vũ khí hóa học của Iraq (như khí mù tạc) để chống lại quân đội và dân thường Iran cũng như lực lượng người Kurd của Iraq. Cùng thời gian này, Liên Hợp Quốc đưa ra tuyên bố (không chỉ đích danh Iraq) rằng: "Các loại vũ khí hóa học đã được sử dụng trong chiến tranh", tuyên bố còn nói thêm: "Cộng đồng quốc tế vẫn còn im lặng trước việc Iraq dùng vũ khí giết người hàng loạt để giết người Iran và người Kurd ở Iraq".

## Bối cảnh

### Tên gọi cuộc chiến
Cuộc chiến vẫn thường được biết đến dưới cái tên Chiến tranh Vùng Vịnh hay Chiến tranh Vùng Vịnh Ba Tư cho đến khi Xung đột Iraq và Kuwait (Chiến dịch Bão táp sa mạc tháng 1 đến tháng 2 năm 1991), từ đó về sau gọi là Cuộc chiến Vùng Vịnh lần thứ nhất. Cuộc xung đột Iraq – Kuwait, được biết đến với cái tên gốc là Cuộc chiến Vùng Vịnh lần hai, về sau được gọi đơn giản là Chiến tranh Vùng Vịnh. Chiến tranh giải phóng Iraq 2003  được gọi là Chiến tranh Vùng Vịnh lần hai.
Tổng thống Iraq Saddam Hussein ban đầu gọi cuộc xung đột này là "Chiến tranh gió lốc".

### Lý do Iraq gây chiến và mục tiêu của cuộc chiến

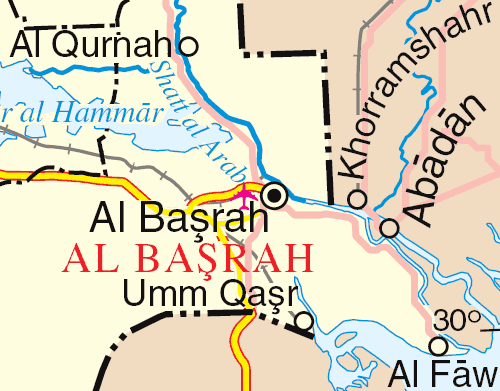
Sông Shatt al-Arab nằm trên biên giới Iran–Iraq

### Tháng 9 năm 1980: Iraq tấn công

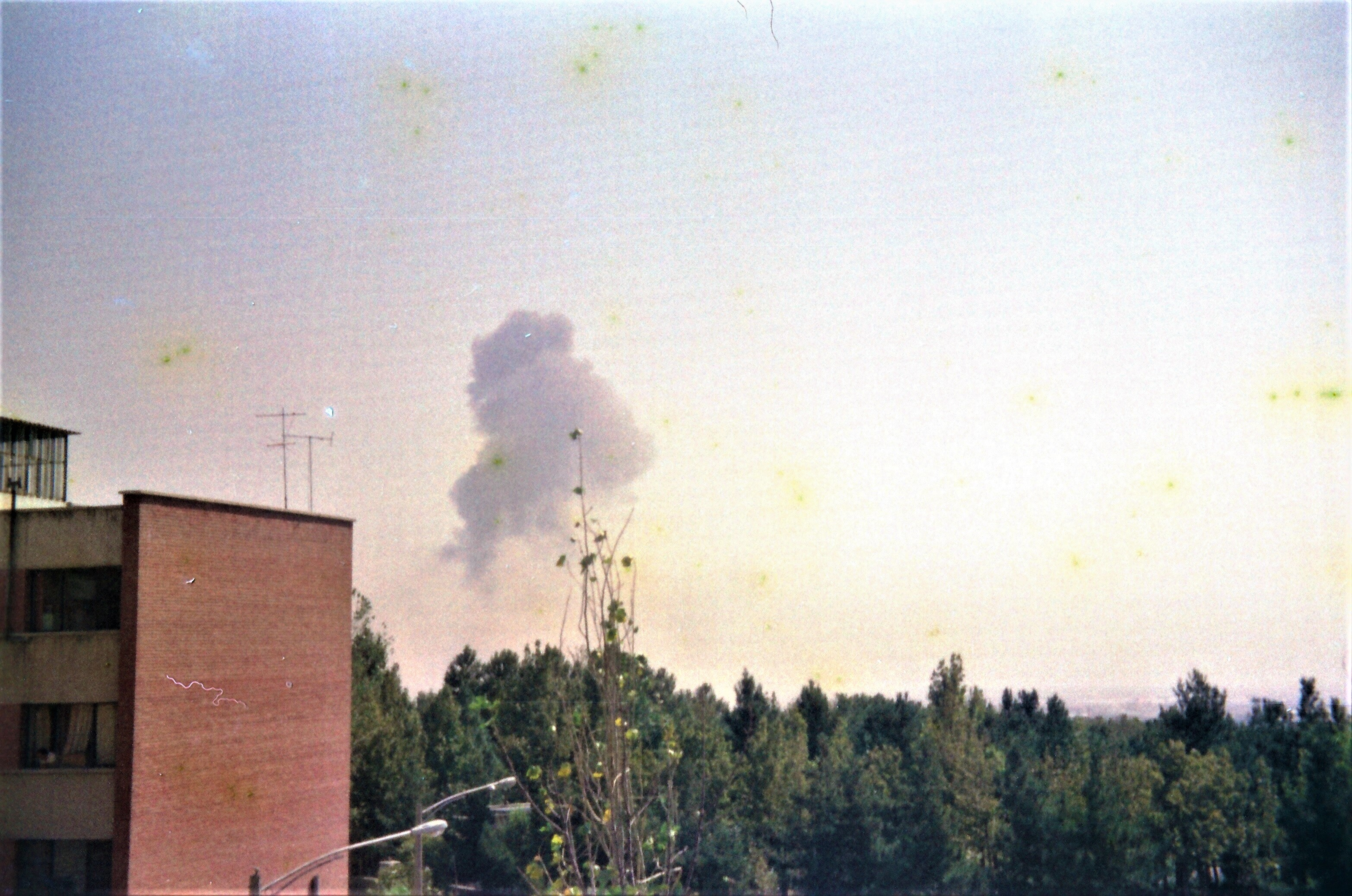
Chiến tranh Iran – Iraq - 22 tháng 9 1980– Tehran

### Iraq rút quân nhưng chiến tranh vẫn tiếp diễn

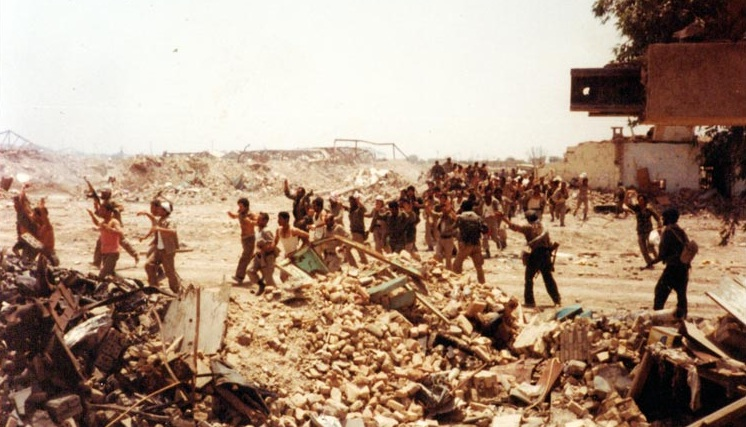
Binh lính Iraq bị bắt làm tù binh tại Khorramshahr

### 1983–1985: Các cuộc tấn công khác của Iran không thể phá vỡ thế bế tắc chiến lược

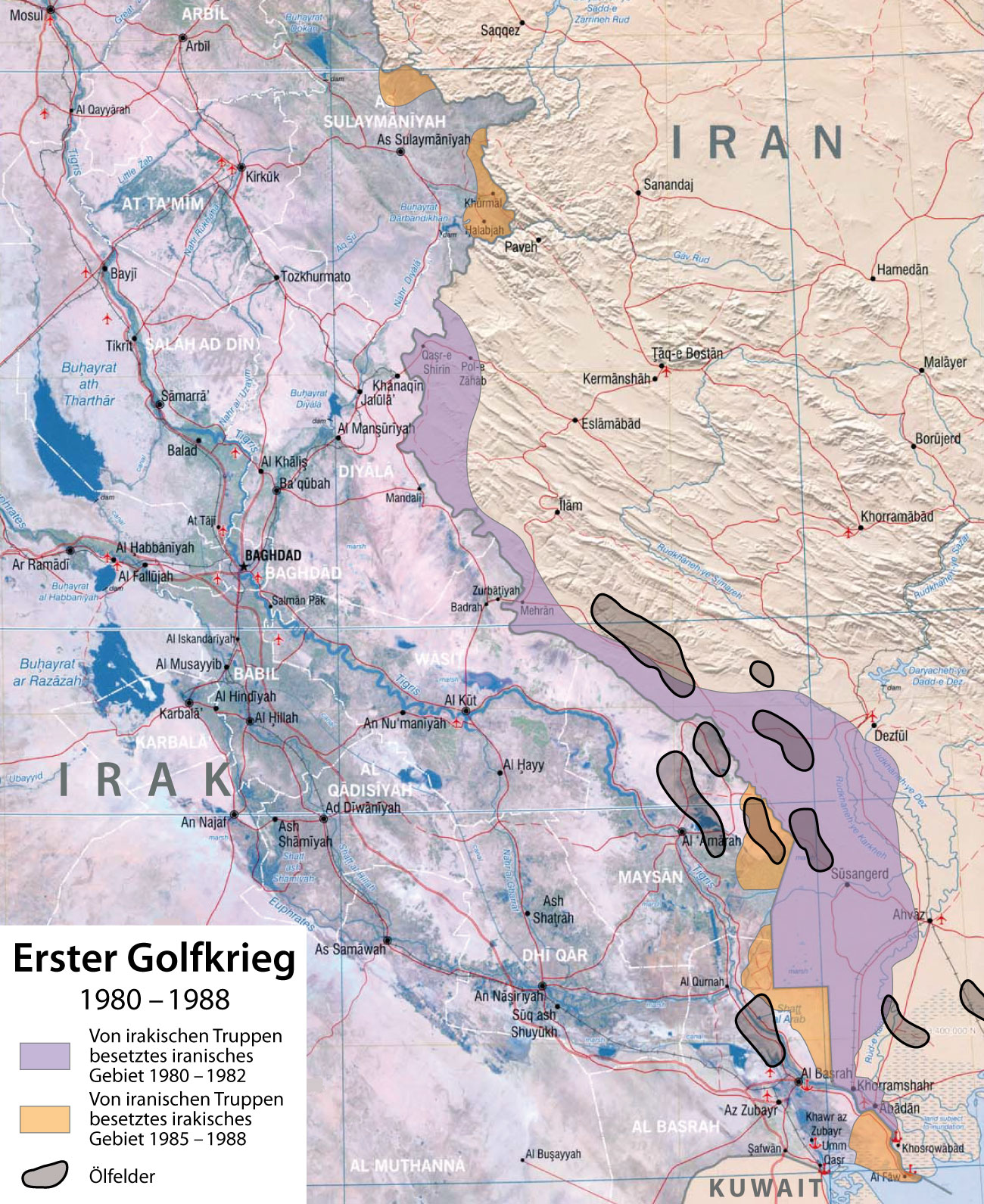
Lãnh thổ xa nhất giành được